# Filippa Angeldahl
Filippa Angeldahl (født 14. juli 1997) er en svensk Fodboldspiller, der spiller midtbane for Real Madrid og Sveriges kvindefodboldlandshold.
Hun fik sin officielle debut på det svenske landshold i 2. marts 2018 i en 1-1-uafgjort mod Sydkorea. Efterfølgende blev hun udtaget til landstræner Peter Gerhardssons officielle trup mod EM i fodbold for kvinder 2022 i England. 
Angeldahl var desuden med til at vinde olympiske sølvmedaljer med det svenske landshold ved Sommer-OL 2020.